# Albero delle terne pitagoriche primitive
In matematica un albero di terne pitagoriche primitive è una struttura ad albero in cui ogni nodo rappresenta una terna pitagorica primitiva; da ogni nodo si ramificano tre nodi. L'albero contiene l'insieme infinito di tutte e sole le terne pitagoriche primitive esistenti.

## Terne pitagoriche primitive

Rappresentazione nel piano della terna pitagorica a, b, c e della coppia m, n

Grafico di alcune coppie m, n e dei corrispondenti punti delle terne. [ Aprire il file svg] per una versione interattiva

Una terna di numeri interi {\displaystyle a,b,c\in \mathbb {N} } è una terna pitagorica se  {\displaystyle a^{2}+b^{2}=c^{2}}; è una terna pitagorica primitiva se {\displaystyle a,b,c} non hanno fattori in comune, cioè se {\displaystyle MCD(a,b,c)=1}.
Ogni terna pitagorica può essere parametrizzata tramite una coppia di numeri interi {\displaystyle m,n\in \mathbb {N} } con {\displaystyle m>n\geq 1} che abbiano parità diversa (cioè uno sia pari e l'altro dispari):
{\displaystyle a=m^{2}-n^{2}} (cateto dispari)
{\displaystyle b=2mn} (cateto pari)
{\displaystyle c=m^{2}+n^{2}} (ipotenusa)
La relazione inversa permette di calcolare {\displaystyle m,n} per ogni terna:
{\displaystyle m={\sqrt {\frac {c+a}{2}}}}
{\displaystyle n={\sqrt {\frac {c-a}{2}}}}
Considerando {\displaystyle a,b} e {\displaystyle m,n} come coordinate del piano complesso ({\displaystyle z_{1}=a\,i+b} e {\displaystyle z_{2}=m\,i+n}), si hanno le rispettive coordinate polari {\displaystyle c,\theta } e {\displaystyle r,\alpha }. Si ottiene la relazione:
{\displaystyle z_{2}^{2}=(m+n\,i)^{2}=(m^{2}-n^{2})+(2mn)i=a+b\,i=z_{1}}
da cui {\displaystyle c=r^{2}} e {\displaystyle \theta =2\alpha }.
La relazione tra gli angoli può anche essere ottenuta da:
{\displaystyle \tan {\theta }={\frac {b}{a}}={\frac {2mn}{m^{2}-n^{2}}}={\frac {2(n/m)}{1-(n/m)^{2}}}={\frac {2\tan {\alpha }}{1-\tan ^{2}{\alpha }}}=\tan {2\alpha }}

## Alberi di terne pitagoriche primitive
Gli alberi di terne pitagoriche primitive sono ottenuti a partire da un valore iniziale, tipicamente la terna (3,4,5) o la coppia (2,1), a cui sono applicate tre diverse trasformazioni lineari. È stato dimostrato che esistono solo tre possibili alberi.
Le tre matrici associate a ogni albero possono essere riferite alla tripla {\displaystyle a,b,c} oppure alla coppia {\displaystyle m,n}
{\displaystyle {\begin{pmatrix}k_{11}&k_{12}&k_{13}\\k_{21}&k_{22}&k_{23}\\k_{31}&k_{32}&k_{33}\end{pmatrix}}{\begin{pmatrix}a\\b\\c\end{pmatrix}}={\begin{pmatrix}a'\\b'\\c'\end{pmatrix}}\iff {\begin{pmatrix}j_{11}&j_{12}\\j_{21}&j_{22}\end{pmatrix}}{\begin{pmatrix}m\\n\end{pmatrix}}={\begin{pmatrix}m'\\n'\end{pmatrix}}}

### Albero UAD
Il primo albero utilizza le seguenti matrici di trasformazione per le terne:
{\displaystyle U={\begin{pmatrix}1&-2&2\\2&-1&2\\2&-2&3\end{pmatrix}},\,A={\begin{pmatrix}1&2&2\\2&1&2\\2&2&3\end{pmatrix}},\,D={\begin{pmatrix}-1&2&2\\-2&1&2\\-2&2&3\end{pmatrix}}}
con le corrispondenti per le coppie:
{\displaystyle U'={\begin{pmatrix}2&-1\\1&0\end{pmatrix}},\,A'={\begin{pmatrix}2&1\\1&0\end{pmatrix}},\,D'={\begin{pmatrix}1&2\\0&1\end{pmatrix}}}

### Albero FB
Il secondo albero, introdotto da Firstov e Price, utilizza le seguenti matrici di trasformazione per le terne:
{\displaystyle M_{1}={\begin{pmatrix}2&1&-1\\-2&2&2\\-2&1&3\end{pmatrix}},\,M_{2}={\begin{pmatrix}2&1&1\\2&-2&2\\2&-1&3\end{pmatrix}},\,M_{3}={\begin{pmatrix}2&-1&1\\2&2&2\\2&1&3\end{pmatrix}}}
con le corrispondenti per le coppie:
{\displaystyle M_{1}'={\begin{pmatrix}1&1\\0&2\end{pmatrix}},\,M_{2}'={\begin{pmatrix}2&0\\1&-1\end{pmatrix}},\,M_{3}'={\begin{pmatrix}2&0\\1&1\end{pmatrix}}}

### Albero UMT
Il terzo albero, determinato da Firstov, ha le seguenti matrici di trasformazione per le terne:
{\displaystyle U={\begin{pmatrix}1&-2&2\\2&-1&2\\2&-2&3\end{pmatrix}},\,M=M_{2}={\begin{pmatrix}2&1&1\\2&-2&2\\2&-1&3\end{pmatrix}},\,T=M_{1}\cdot D={\begin{pmatrix}-2&3&3\\-6&2&6\\-6&3&7\end{pmatrix}}}
con le corrispondenti per le coppie:
{\displaystyle U'={\begin{pmatrix}2&-1\\1&0\end{pmatrix}},\,M'=M_{2}'={\begin{pmatrix}2&0\\1&-1\end{pmatrix}},\,T'=M_{1}'\cdot D'={\begin{pmatrix}1&3\\0&2\end{pmatrix}}}